# Olympische Winterspiele 2002/Shorttrack – 3000 m Staffel (Frauen)
Der Wettkampf in der 3000-Meter-Shorttrack-Staffel der Frauen bei den Olympischen Winterspielen 2002 wurde am 16. und am 20. Februar im Salt Lake Ice Center ausgetragen. Olympiasieger wurde in Weltrekordzeit die südkoreanische Staffel um Choi Eun-kyung, Choi Min-kyung, Joo Min-jin und Park Hye-won vor den Teams aus China und Kanada.

## Hintergrund
Von 1998 bis 2001 hatten die Chinesinnen alle Staffelrennen bei den jährlich ausgetragenen Weltmeisterschaften gewonnen, jeweils in der Besetzung Wang Chunlu, Yang Yang (S), Yang Yang (A) und Sun Dandan. Wang, die beiden Yangs und Sun – die in China den Beinamen „Blumen auf dem Eis“ trugen – galten auch im Vorfeld der Winterspiele von Salt Lake City als Favoritinnen auf den Erfolg im Staffelrennen: Sowohl Sports Illustrated als auch USA Today und die Associated Press tippten auf einen Sieg des chinesischen Teams vor den Südkoreanerinnen. Die Washington Post sah dagegen die südkoreanische Staffel (die 1994 und 1998 bei Olympia gewonnen hatte) vor der chinesischen. Michael C. Lewis von der Salt Lake Tribune verglich die Rivalität von Chinesinnen und Koreanerinnen im Shorttrack mit der Intensität der Kämpfe zwischen den Boxern Muhammad Ali und Joe Frazier. Beide Staffeln seien allen anderen Teams weit überlegen, für China gehe es darum, Südkorea erstmals bei einem olympischen Staffelrennen zu schlagen.
Am 16. Februar 2002, dem Tag der Staffel-Halbfinalläufe, gewann Yang Yang (A) über 500 Meter die erste Goldmedaille für China bei Olympischen Winterspielen überhaupt. Drei Tage zuvor hatte es über 1500 Meter einen koreanischen Doppelsieg von Ko Gi-hyun und Choi Eun-kyung gegeben.

## Wettbewerb
Die zum Staffelwettbewerb zählenden Rennen verteilten sich auf zwei Wettkampftage: Die Halbfinalrennen fanden am Samstag, den 16. Februar 2002, statt, das A- und das B-Finale am Mittwoch, den 20. Februar 2002. Zum Wettbewerb traten insgesamt acht Staffeln an, zunächst in zwei Halbfinalrennen mit jeweils vier Teams, von denen sich die beiden besten für das A-Finale qualifizierten. Die Finalrennen wurden am Samstagabend ab 20:02 Uhr gelaufen.
Den zu Beginn der Olympischen Winterspiele 2002 gültigen Weltrekord hielt die chinesische Staffel mit einer Zeit von 4:13,541 Minuten (aufgestellt am 19. Oktober 2001). Der von der südkoreanischen Staffel 1998 gelaufene olympische Rekord lag bei 4:16,260 Minuten.

### Verlauf
Sowohl die Chinesinnen als auch die Südkoreanerinnen gewannen ihren jeweiligen Halbfinallauf und unterboten dabei den bisherigen olympischen Rekord, wobei die Staffel aus Südkorea mit einer Zeit von 4:14,977 Minuten um etwa eine Sekunde schneller als das Team aus China war. Die deutschen Läuferinnen in der Besetzung Aika Klein, Yvonne Kunze, Ulrike Lehmann und Christin Priebst verpassten den Einzug ins A-Finale und belegten im B-Finale den letzten Platz. Damit standen sie im Endklassement an achter Stelle.
Über weite Strecken des A-Finallaufs führten die chinesischen Läuferinnen das Rennen an und wählten die gleichen Stellen zum Wechsel wie die Koreanerinnen. Sieben Runden vor Schluss lief Joo Min-jin eine halbe Runde länger als die Chinesin und brachte die koreanische Staffel damit in Führung. Auf den letzten Runden setzte sich Choi Min-kyung gegen Yang Yang (A) durch. Beide Staffeln blieben unter der bestehenden Weltrekordmarke. Die südkoreanische Siegerzeit betrug 4:12,793 Minuten, der Vorsprung auf China lag bei einer knappen halben Sekunde. Die Kanadierinnen gewannen die Bronzemedaille und kamen etwa drei Sekunden nach den Südkoreanerinnen ins Ziel.

### Ergebnisse
QA – Qualifikation für das A-Finale
QB – Qualifikation für das B-Finale
ADV – Advanced (aufgerückt)

#### Halbfinale
| Lauf | Rang | NOK                 | Athletinnen                                                     | Zeit (min) | Anmerkungen |
| ---- | ---- | ------------------- | --------------------------------------------------------------- | ---------- | ----------- |
| 1    | 1    | Volksrepublik China | Yang Yang (A) Yang Yang (S) Sun Dandan Wang Chunlu              | 4:15,931   | QA          |
| 1    | 2    | Japan               | Chikage Tanaka Yuka Kamino Ikue Teshigawara Nobuko Yamada       | 4:17,968   | QA          |
| 1    | 3    | Italien             | Katia Zini Mara Zini Evelina Rodigari Marinella Canclini        | 4:18,131   | QB          |
| 1    | 4    | Deutschland         | Yvonne Kunze Christin Priebst Ulrike Lehmann Aika Klein         | 4:22,917   | QB          |
| 2    | 1    | Südkorea            | Choi Eun-kyung Choi Min-kyung Park Hye-won Joo Min-jin          | 4:14,977   | QA, OR      |
| 2    | 2    | Kanada              | Isabelle Charest Alanna Kraus Tania Vicent Marie-Ève Drolet     | 4:16,920   | QA          |
| 2    | 3    | Bulgarien           | Ewgenija Radanowa Marina Georgiewa Anna Krastewa Daniela Wlaewa | 4:25,877   | QB          |
| 2    | 4    | Vereinigte Staaten  | Julie Goskowicz Caroline Hallisey Amy Peterson Erin Porter      | 4:36,002   | QB          |

#### B-Finale
| Rang | NOK                | Athletinnen                                                     | Zeit (min) | Anmerkungen |
| ---- | ------------------ | --------------------------------------------------------------- | ---------- | ----------- |
| 1    | Italien            | Marta Capurso Mara Zini Evelina Rodigari Marinella Canclini     | 4:20,014   |             |
| 2    | Bulgarien          | Ewgenija Radanowa Marina Georgiewa Anna Krastewa Daniela Wlaewa | 4:20,703   |             |
| 3    | Vereinigte Staaten | Julie Goskowicz Caroline Hallisey Amy Peterson Erin Porter      | 4:20,730   |             |
| 4    | Deutschland        | Yvonne Kunze Christin Priebst Ulrike Lehmann Aika Klein         | 4:22,222   |             |

#### A-Finale
| Rang | NOK                 | Athletinnen                                                        | Zeit (min) | Anmerkungen |
| ---- | ------------------- | ------------------------------------------------------------------ | ---------- | ----------- |
| 1    | Südkorea            | Choi Min-kyung Joo Min-jin Park Hye-won Choi Eun-kyung             | 4:12,793   | WR          |
| 2    | Volksrepublik China | Sun Dandan Wang Chunlu Yang Yang (A) Yang Yang (S)                 | 4:13,236   |             |
| 3    | Kanada              | Alanna Kraus Marie-Ève Drolet Amélie Goulet-Nadon Isabelle Charest | 4:15,738   |             |
| 4    | Japan               | Chikage Tanaka Yuka Kamino Ikue Teshigawara Atsuko Takata          | 4:21,107   |             |

#### Endklassement
| Rang | NOK                 | Athletinnen                                                                           | Pkt. | Beste Zeit (min) |
| ---- | ------------------- | ------------------------------------------------------------------------------------- | ---- | ---------------- |
| 1    | Südkorea            | Choi Eun-kyung Choi Min-kyung Joo Min-jin Ko Gi-hyun (DNS) Park Hye-won               | A(1) | 4:12,793 (WR)    |
| 2    | Volksrepublik China | Liu Xiaoying (DNS) Sun Dandan Wang Chunlu Yang Yang (A) Yang Yang (S)                 | A(2) | 4:13,236         |
| 3    | Kanada              | Isabelle Charest Marie-Ève Drolet Amélie Goulet-Nadon Alanna Kraus Tania Vicent       | A(3) | 4:15,738         |
| 4    | Japan               | Yuka Kamino Atsuko Takata Chikage Tanaka Ikue Teshigawara Nobuko Yamada               | A(4) | 4:17,968         |
| 5    | Italien             | Marinella Canclini Marta Capurso Evelina Rodigari Katia Zini Mara Zini                | B(1) | 4:18,131         |
| 6    | Bulgarien           | Marina Georgiewa Anna Krastewa Ewgenija Radanowa Daniela Wlaewa Kristina Wutewa (DNS) | B(2) | 4:20,703         |
| 7    | Vereinigte Staaten  | Allison Baver (DNS) Julie Goskowicz Caroline Hallisey Amy Peterson Erin Porter        | B(3) | 4:20,730         |
| 8    | Deutschland         | Aika Klein Yvonne Kunze Ulrike Lehmann Christin Priebst Susanne Rudolph (DNS)         | B(4) | 4:22,222         |